# NGC 4993
NGC 4993 (també etiquetada com a NGC 4994) és una galàxia el·líptica o galàxia lenticular a la constel·lació d'Hidra Femella, descoberta l'any 1789 per William Herschel. L'agost de 2017 es va detectar un esclat de raigs gamma GRB 170817A, com a resultat d'una fusió de dues estrelles de neutrons provinent d'aquesta galàxia.
El 16 d'octubre de 2017 les col·laboracions LIGO i VIRGO van anunciar oficialment la detecció d'una ona gravitatòria, etiquetada com a GW170817, associada amb la fusió de dues estrelles de neutrons. Aquest esdeveniment d'ona gravitatòria associat amb l'esclat de raigs gamma va confirmar que la fusió de dues estrelles de neutrons produeix esclat curts de raig gamma.

## Observacions
AT 2017gfo (també conegut com a SSS17a), és un esdeveniment transitori astronòmic que se suposa que és una kilonova, observat el 17 d'agost de 2017.
GW170817 va ser un esdeveniment d'ona gravitacional observat per les col·laboracions LIGO/VIRGO el 17 d'agost de 2017. Aquesta observació va engegar una cerca de senyals electromagnètiques al cel i es va detectar AT 2017gfo. L'ona gravitacional, amb una durada de 100 segons, és la primera senyal detectada d'aquest tipus associada amb l'esclat de raig gamma GRB 170817A.
GRB 170817A és un esclat de raigs gamma (GRB) detectat pels satèl·lits Fermi (NASA) i INTEGRAL (ESA) el 17 d'agost de 2017. Encara que la posició al cel donada per aquests observatoris és deficient, es creu que correspon a les dues altres observacions atès que el temps d'arribada va ser de només 1.7 segons després de l'ona gravitacional.